# 卡帕阿
卡帕阿是位於美國夏威夷州可愛縣的一個人口普查指定地區。

## 地理
卡帕阿的座標為22°05′18″N 159°20′16″W / 22.08833°N 159.33778°W，而該地最高點為海拔高度6米（即20英尺）。

## 人口
根據2010年美國人口普查的數據，卡帕阿的面積為26.80平方千米，當中陸地面積為25.90平方千米，而水域面積為0.90平方千米。當地共有人口10,699人，而人口密度為每平方千米399.22人。